# Louis Lavauden
Louis Lavauden (Grenoble, 19 giugno 1881 – Anjou, 1º  settembre 1935) è stato uno zoologo francese.

## Biografia
Studiò presso l'Institut Agronomique et de l'Ecole Forestière a Nancy, successivamente condusse degli studi zoologici presso la provincia del Delfinato. Nel 1912-1913 fece delle ricerche sulla fauna dell'Algeria e della Tunisia, e, dopo la prima guerra mondiale, fece la guardia forestale in Tunisia. Dal 1928 fu di stanza nel Madagascar, dove raccolse esemplari zoologici tra i quali delle specie di lemuri. Diventò famoso per aver descritto e scoperto diversi mammiferi. Molte delle sue collezioni sono ospitate presso il Museo di Storia Naturale di Grenoble. Nel 1927, usò per primo il termine "desertificazione" (désertification in francese)

## Pubblicazioni principali
- Oiseaux, 1924.
- La Chasse et la faune cynègètique en Tunisie, 1924.
- Les vertèbrès du Sahara : èlèments de zoologie saharienne, 1926.
- Le Problème forestier colonial. Avec 7 photographies et 3 planches hors texte, 1931.
- Le problème forestier colonial, 1931.
  - Libri di Lavauden che sono stati tradotti in inglese:
- "The colonial forest problem", 1934.
- "The equatorial forest of Africa : its past, present and future", 1937.